# 蔡武
蔡武（1949年10月—），生于甘肃兰州，祖籍甘肃武都，中华人民共和国政治人物。北京大学国际政治系毕业。1973年1月加入中国共产党，是中共第十七、十八届中央委员。曾任中共中央宣传部副部长、中华人民共和国文化部部长，国务院新闻办公室主任等职。他还是中国人民大学国际关系学院教授、博士生导师，北京大学国际关系学院学术委员会高级顾问。

## 生平

### 早年经历
“文化大革命”时期，中学毕业的蔡武在甘肃北部的张掖市高台县插队劳动；1971年，在附近的山丹煤矿当工人；期间，曾兼任《甘肃日报》业余通讯员。文革结束后，1976年10月，调入甘肃省燃化局、煤炭局工作，任政治部干事。高考制度恢复后，于1978年考入北京大学国际政治专业学习；毕业后，留校任教。

### 仕途
1983年7月，蔡武调中国共产主义青年团中央委员会工作，任团中央国际联络部部长；后升任团中央常委、中华全国青年联合会负责人；1995年，调中共中央對外联络部任研究室主任；于同年升任副秘书长；1997年，晋升中联部副部长；2005年8月，升任中共中央宣传部副部长、中共中央对外宣传办公室主任、国务院新闻办公室主任。
2008年3月，在第十一届全国人大第一次会议上，被任命为中华人民共和国文化部部长。2014年12月，不再担任。

### 访问台湾
2010年9月，时任文化部部长的蔡武以“中华文化联谊会”名誉会长的身份，率团访问台湾，是继1998年前科技部部长朱丽兰之后，首位访台的大陆在任部长级官员。